# Żabcze (obwód chmielnicki)
Żabcze (ukr. Жабче) – wieś na Ukrainie, w obwodzie chmielnickim, w rejonie chmielnickim, w hromadzie Starokonstantynów. W 2001 liczyła 339 mieszkańców.